# Oulad Settout
Oulad Settout (franska: Oulad Settout (CR), Oulad Settout (Commune Rurale), arabiska: أولاد داوود ازخانين) är en kommun i Marocko.   Den ligger i provinsen Nador och regionen Oriental, i den nordöstra delen av landet, 400 km öster om huvudstaden Rabat. Antalet invånare är 21 728.